# Vaše liga
VAŠE LIGA je amatérská liga v raketových sportech v Česku. Tato liga začala fungovat v roce 2007 pod názvem VŠEliga.
V současné době pořádá soutěže ve squashi, badmintonu, tenise, stolním tenisu, plážovém volejbalu a padelu; liga působí v osmi městech: v Praze, Brně, Plzni, Pardubicích, Olomouci, Mladé Boleslavi, Ivančicích a Příbrami. Mimo to také pořádá v Praze pravidelně běžecké závody a další akce jako Sportkemp.
Každý ročník je rozdělen na tři sezóny. Každá sezóna se pak dělí na čtyři kola (měsíce). V každém kole odehraje každý účastník ligy čtyři zápasy v termínech, které si sám stanoví. Začátek ročníku je vždy na začátku října. Každý měsíc hraje ligu kolem 1 300 sportovců.

## Historie[4]
Ligu založil pod názvem „VŠEliga“ v roce 2007 na pražské Vysoké škole ekonomické Tomáš Reinbergr. V té době fungovala jen jako soutěž ve squashi a účastnilo se jí přes 100 studentů VŠE.
V říjnu 2008 se mění název na „VŠ liga“ a liga je zpřístupněna studentům a absolventům všech vysokých škol v Praze. Dochází také k rozšíření do Brna a Plzně.
V roce 2009 přibývá ke squashové lize liga v badmintonu a turnaje v plážovém volejbalu.
V roce 2010 se VŠ liga rozrůstá do jedenácti měst České republiky a hraje se v sedmi sportech. Zároveň se otevírá nový web, který je klíčovou součástí celého systému fungování ligy.
V roce 2011 spouštějí provozovatelé „Business ligu“, která funguje jako liga pro pracující.
Business liga nevzbudila velký zájem a tak v září 2012 dochází ke sloučení VŠ ligy a Business ligy a změně názvu na „VAŠE LIGA“. Počet sportů se ustálil na čtyři (squash, badminton, tenis, beach volejbal) a organizační tým se stabilizuje na devíti lidech.
V roce 2024 se nově spouští liga a turnaje v padelu.